# سرمایه‌گذاری ناتیگزیس
سرمایه‌گذاری ناتیگزیس (انگلیسی: Natixis Investment) شرکت سرمایه‌گذاری فرانسوی است، که در سال ۲۰۰۷ توسط شرکت ناتیکزیس تأسیس شد.